# GrassBase
GrassBase (или GrassBase – The Online World Grass Flora) веб-сајт је односно база података трава, коју одржавају Краљевске ботаничке баште у Кјуу.
Ауторство базе података се приписује В. Д. Клејтону, М. С. Воронцовој, К. Т. Харману и Х. Вилијамсону.